# Wybory prezydenckie w Islandii w 1952 roku
W wyborach prezydenckich w Islandii w 1952 roku startowało trzech kandydatów, zwycięstwo odniósł Ásgeir Ásgeirsson, reprezentant Partii Socjaldemokratycznej.
| Fotografia | Kandydat          | Partia                                 | Ilość głosów | Procent głosów |
| ---------- | ----------------- | -------------------------------------- | ------------ | -------------- |
|            | Ásgeir Ásgeirsson | Partia Socjaldemokratyczna             | 32 925       | 46,7           |
|            | Bjarni Jónsson    | Partia Niepodległości i Partia Postępu | 31 042       | 44,1           |
|            | Gísli Sveinsson   |                                        | 4255         | 6,0            |